# Stöttepelare
Stöttepelare innebär vanligen människor som personligt eller ekonomiskt stöder/stödjer/stöttar något (och de är alltså INTE stödpelare, stöttestenar eller stötestenar).

## Kända stöttepelare
Exempelvis beskrivs att Louis-François Bertin, efter 1830, var en av den franska julimonarkins mest betydande stöttepelare.[källa behövs]
Författaren Henrik Ibsen skrev 1877 teater-lustspeletet Samhällets stöttepelare (Samfundets støtter).
Olof Mellberg beskrivs ha varit fortsatt en av stöttepelarna i fotbollslandslaget under många år.[källa behövs]

### Notförteckning
1. ↑  ”Recension: Samhällets stöttepelare, Ibsen som lustspel”. https://www.svd.se/ibsen-som-lustspel.